# Kaiser-Friedrich-Halle

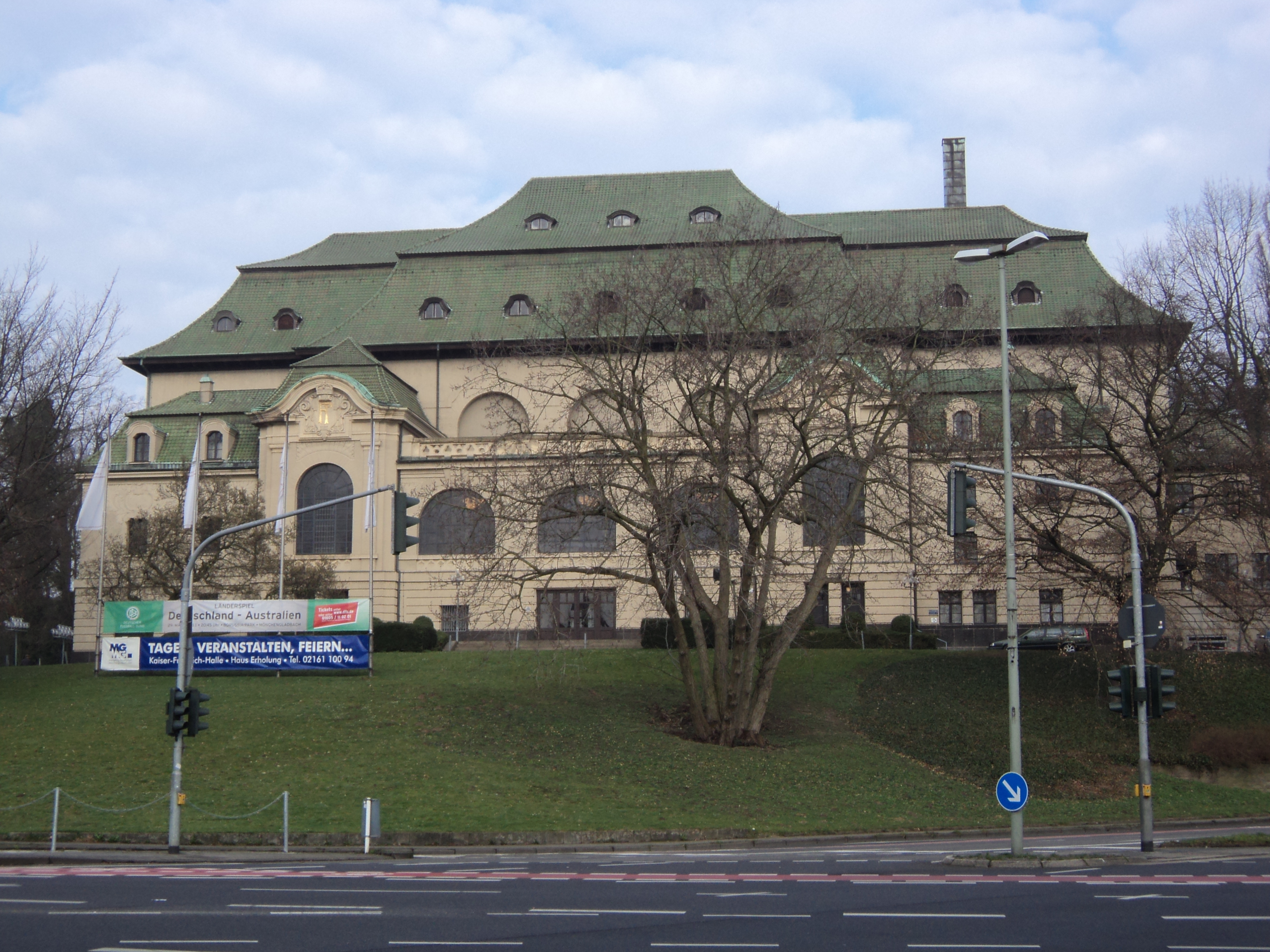
Kaiser-Friedrich-Halle (2011)

Die Kaiser-Friedrich-Halle in Mönchengladbach, Hohenzollernstraße 15, wurde zwischen 1901 und 1903 im Jugendstil erbaut. Architekten waren Friedrich Wilhelm Wertz und Paul Huber aus Wiesbaden. Private Spender brachten damals 300.000 Mark und damit etwa die Hälfte der Bausumme auf. Benannt wurde die Halle nach Kaiser Friedrich III. (1831–1888), der nur 99 Tage lang Kaiser war.
1925 und 1937 wurde die Halle umgebaut und verfügte anschließend über 1000 Sitzplätze und einen umlaufenden Balkon. Das Gebäude überstand den Zweiten Weltkrieg ohne größere Schäden und wurde nach einem Theaterneubau 1959 zum Konzerthaus umgebaut. 1964 brannte die Kaiser-Friedrich-Halle nieder und wurde von 1967 bis 1969 wieder aufgebaut. 1977 erlitt sie durch einen erneuten Großbrand erheblichen Schaden. Die Innenausstattung wurde danach verändert, auf den Balkon verzichtet.
Das Tagungs- und Kongressgebäude wird gesellschaftlich und kulturell vielfältig genutzt. Auf der Rückseite der Halle befindet sich das Restaurant ninety nine mit Blick in den Bunten Garten. 

## Denkmalbeschreibung
Für die 1902/03 errichtete Kaiser-Friedrich-Halle, die erste städtische Festhalle mit Nutzungsmöglichkeiten als Konzert- und Theatersaal, wurde eine städtebaulich exponierte Lage gewählt: das Gelände der Villa Heiming auf dem „Bökel“, dem Hügel, auf dem bereits Ende des 19. Jahrhunderts der Kaiserpark angelegt worden war. Die Halle wurde mit Hauptfassaden und Hauptportal auf die damalige Bahnhofstraße (seit 1910 Bismarckstraße) ausgerichtet.
1905 wurde der Musikpavillon als gesonderter Baukörper am Rande des Parkes errichtet. Dieser Pavillon ist muschelartig als Halbkugel ausgebildet und mit einer reich dekorierten Stuckeinfassung versehen. Bekrönt wird er von einem Stadtwappen, das von zwei Putten gehalten wird.
1964 Dachstuhlbrand bei Reparaturarbeiten, 1969 Wiedereröffnung
Bei dieser ersten städtischen Festhalle mit Nutzungsmöglichkeit als Konzert- und Theatersaal handelt es sich um ein herausragendes Bauwerk Mönchengladbachs, dessen Unterschutzstellung aus sozialgeschichtlichen, städtebaulichen (exponierte Lage) und architektonischen Gründen im öffentlichen Interesse liegt. Die parallel entstandenen und auf die Kaiser-Friedrich-Halle bezogenen Außenanlagen, die noch weitestgehend erhalten sind und die Wirkung der Halle entscheidend bestimmen, müssen dabei als Bestandteil des Denkmals betrachtet werden.
Das Gebäude wurde unter Nr. H 051  am 26. Januar 1989 in die Denkmalliste der Stadt Mönchengladbach eingetragen.